# Leonów (powiat miński)
Leonów – wieś sołecka w Polsce położona w województwie mazowieckim, w powiecie mińskim, w gminie Kałuszyn.
W latach 1975–1998 miejscowość należała administracyjnie do województwa siedleckiego.
Wierni Kościoła rzymskokatolickiego należą do parafii św. Antoniego w Ignacowie.

## Historia
Wieś włościańska w Ziemi Czerskiej w parafii Jakubów należąca do dóbr ziemskich Jędrzejów. W XIX wieku liczyła 20 włók.